# Кикнадзе, Шалва Давидович
Шалва Давидович Кикнадзе (груз. შალვა დავითის ძე კიკნაძე, 1913 — 2006) — советский хозяйственный, государственный и политический деятель. Член ВКП(б) с 1941 года.

## Биография
Родился в 1913 году в деревне Квалити близ Зестафони.
С 1939 года — на хозяйственной, общественной и политической работе. В 1939—1991 гг. — технолог цеха, начальник отдела, заместитель главного инженера на ряде машиностроительных заводов Грузинской ССР, парторг ЦК КПСС, первый секретарь райкома КПСС города Тбилиси, директор Кутаисского автомобильного завода, начальник Управления автопрома Совета народного хозяйства Грузинской ССР, председатель Грузинского респсовпрофа, первый заместитель Председателя Совета Министров Грузинской ССР, министр иностранных дел Грузинской ССР, старший советник Совета Министров Грузинской ССР.
Избирался депутатом Верховного Совета СССР 7-го, 8-го и 9-го созыва, народным депутатом СССР от Всесоюзной организации ветеранов войны и труда. Избран в Совет Национальностей Верховного Совета СССР от Батумского избирательного округа № 170 Грузинской ССР; член Комиссии по торговле, бытовому обслуживанию и коммунальному хозяйству Совета Национальностей.